# Eucinetus terminalis
Eucinetus terminalis är en skalbaggsart som beskrevs av Leconte 1853. Eucinetus terminalis ingår i släktet Eucinetus och familjen platthöftbaggar. Inga underarter finns listade i Catalogue of Life.